# 武汉大学基础医学院
武汉大学基础医学院是武汉大学的一个学院，位于医学部，可追溯到1943年。下设人体解剖学与组织胚胎学系、生理学系、病原生物学系、药理学系、免疫学系、病理与病理生理学系、生物化学与分子生物学系、医学遗传学系、生物医学工程系等。

## 历史
该院可溯源于湖北省立医学院基础部，1943年年该院建院于恩施，抗战时期湖北的临时省会。